# Australia en la Copa Mundial de Rugby de 2019
Los Wallabies fueron uno de los 20 países participantes de la Copa Mundial de Rugby de 2019.
La novena participación australiana decepcionó, ya que el subcampeonato obtenido en la edición anterior permítía imaginar un buen desempeño. Clasificó segunda en su grupo y fue eliminada en cuartos de final.

## Plantel
Cheika tuvo como asistentes a:
- Entrenador de Backs: Stephen Larkham
- Entrenador de Scrum:  Simon Raiwalui
- Entrenador de Habilidades: Mick Byrne
- Entrenador de Defensa: Nathan Grey

|                            | Jugador              | Edad    | Posición      | Tests | Equipo           |
| -------------------------- | -------------------- | ------- | ------------- | ----- | ---------------- |
| Hookers y Pilares          |                      |         |               |       |                  |
| 3                          | Allan Alaalatoa      | 31 años | Pilar         | 36    | Brumbies         |
|                            | Folau Fainga'a       | 29 años | Hooker        | 12    | Brumbies         |
|                            | Sekope Kepu          | 39 años | Pilar         | 110   | NSW Waratahs     |
| 2                          | Tolu Latu            | 32 años | Hooker        | 18    | NSW Waratahs     |
| 1                          | Scott Sio            | 33 años | Pilar         | 62    | Brumbies         |
|                            | James Slipper        | 35 años | Pilar         | 95    | Queensland Reds  |
|                            | Taniela Tupou        | 29 años | Pilar         | 18    | Queensland Reds  |
|                            | Jordan Uelese        | 28 años | Hooker        | 8     | Melbourne Rebels |
| Segundas líneas            |                      |         |               |       |                  |
| 5                          | Rory Arnold          | 34 años | Segunda línea | 25    | Brumbies         |
|                            | Adam Coleman         | 33 años | Segunda línea | 37    | Melbourne Rebels |
| 4                          | Izack Rodda          | 28 años | Segunda línea | 24    | Queensland Reds  |
|                            | Rob Simmons          | 35 años | Segunda línea | 100   | NSW Waratahs     |
| Alas y Octavos             |                      |         |               |       |                  |
|                            | Jack Dempsey         | 30 años | Octavo        | 14    | NSW Waratahs     |
| 7                          | Michael Hooper       | 33 años | Ala           | 98    | NSW Waratahs     |
| 8                          | Isi Naisarani        | 30 años | Ala           | 7     | Melbourne Rebels |
| 6                          | David Pocock         | 36 años | Ala           | 82    | Brumbies         |
|                            | Lukhan Salakaia-Loto | 28 años | Octavo        | 20    | Queensland Reds  |
| Medios scrums              |                      |         |               |       |                  |
| 9                          | Will Genia           | 37 años | Medio scrum   | 109   | Melbourne Rebels |
|                            | Nic White            | 34 años | Medio scrum   | 30    | Exeter Chiefs    |
| Aperturas y Centros        |                      |         |               |       |                  |
|                            | Bernard Foley        | 35 años | Apertura      | 71    | NSW Waratahs     |
| 12                         | Samu Kerevi          | 31 años | Centro        | 32    | Queensland Reds  |
| 10                         | Christian Lealiifano | 35 años | Apertura      | 25    | Brumbies         |
|                            | James O'Connor       | 34 años | Centro        | 51    | Queensland Reds  |
| 13                         | Jordan Petaia        | 25 años | Centro        | 2     | Queensland Reds  |
|                            | Matt Toomua          | 35 años | Centro        | 51    | Melbourne Rebels |
| Fullbacks y Wings          |                      |         |               |       |                  |
|                            | Adam Ashley-Cooper   | 40 años | Wing          | 121   | NSW Waratahs     |
| 15                         | Kurtley Beale        | 36 años | Fullback      | 91    | NSW Waratahs     |
|                            | Dane Haylett-Petty   | 35 años | Fullback      | 37    | Melbourne Rebels |
| 14                         | Reece Hodge          | 30 años | Wing          | 38    | Melbourne Rebels |
| 11                         | Marika Koroibete     | 32 años | Wing          | 27    | Melbourne Rebels |
|                            | Tevita Kuridrani     | 33 años | Wing          | 61    | Brumbies         |
| Entrenador: Michael Cheika |                      |         |               |       |                  |

## Participación
Australia integró el Grupo C, encabezándolo como superpotencia. Sus rivales fueron la potencia de los Dragones rojos, la dura Fiyi y las débiles Georgia y Uruguay.

### Fase final
Resultó eliminada en cuartos, tras caer 40–16 ante la Rosa. Los ingleses lograron sacar revancha de la derrota y eliminación sufrida en casa, cuatro años antes.
| 19 de octubre de 2019, 16:15 | Inglaterra | 40 – 16 | Australia                                                                                   | Oita Stadium, Ōita                                                                                          | |
|                              | Tries: May 18', 21' Sinckler 46' Watson 76' Conversiones (4/4) Farrell 19', 23', 47', 77' Penales: (4/4) Farrell 30', 51', 66', 73' | Reporte | Try: 43' Koroibete Conversión: 44' Lealiifano (1/1) Penales: 12', 26', 41' Lealiifano (3/3) | Árbitro(s): Jérôme Garcès Jueces de touch: Romain Poite Mathieu Raynal Television Match Official: Ben Skeen | Árbitro(s): Jérôme Garcès Jueces de touch: Romain Poite Mathieu Raynal Television Match Official: Ben Skeen |

## Legado
Fue el último mundial para los destacados: Adam Ashley-Cooper, 	Will Genia, Sekope Kepu, David Pocock, Rob Simmons y James Slipper. El técnico Cheika abandonó al seleccionado, tras no ser renovado.